# Helene Bukowski

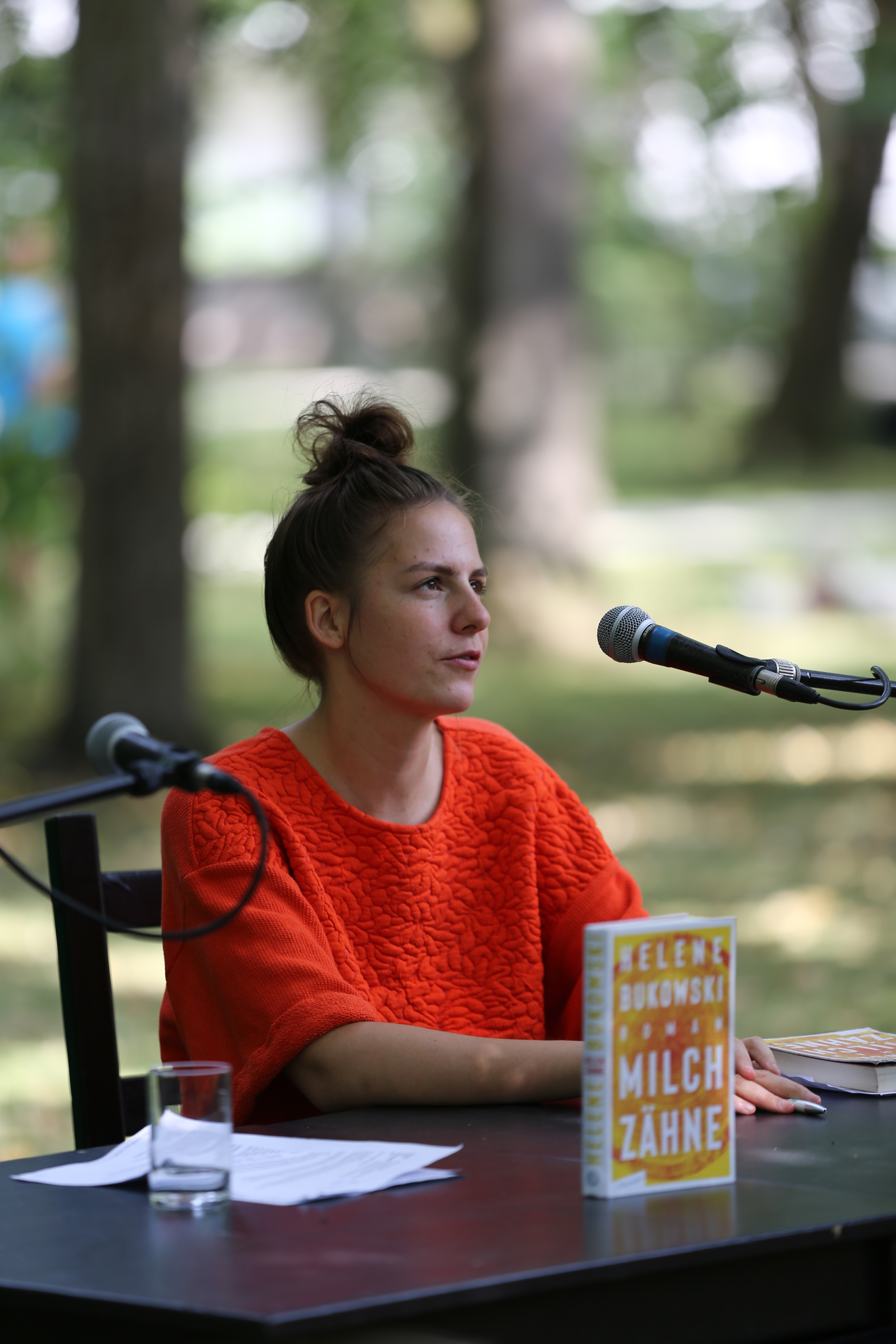
Helene Bukowski mit ihrem Erstroman Milchzähne, 2019

Helene Bukowski (* 1993 in Berlin) ist eine deutsche Schriftstellerin.

## Leben
Helene Bukowski wurde 1993 in Berlin geboren. Als 14-Jährige gewann sie einen Schreibwettbewerb, der vom Deutschen Guggenheim organisiert worden war. Sie besuchte das John-Lennon-Gymnasium, das sie 2012 mit dem Abitur abschloss. Nach ihrem Abitur war Bukowski als Au-Pair in London tätig. Danach studierte sie den Studiengang Kreatives Schreiben und Kulturjournalismus an der Universität Hildesheim.
Helene Bukowski lebt in Berlin.

## Werk
Bukowski veröffentlichte Texte in verschiedenen Anthologien und Zeitschriften (u. a. in Bella triste, als deren Mitherausgeberin sie fungierte).
2019 veröffentlichte Bukowski ihren ersten Roman Milchzähne im Verlag Blumenbar. Milchzähne war für mehrere Literaturpreise nominiert (Mara-Cassens-Preis, Rauriser Literaturpreis, Kranichsteiner Literaturförderpreis) und wurde ins Französische und Englische übersetzt. Für das Jahr 2024 entstand eine gleichnamige Romanverfilmung unter der Regie von Sophia Bösch. 2022 folgte Bukowskis zweiter Roman Die Kriegerin, ebenfalls im Blumenbar Verlag.
Im Rahmen ihrer Tätigkeit als Schriftstellerin war Bukowski auch an dem Film Zehn Wochen Sommer als Co-Autorin beteiligt. Zehn Wochen Sommer gewann 2015 einen Grimme Sonderpreis Kultur des Landes Nordrhein-Westfalen.

## Veröffentlichungen
- Milchzähne. Roman. Blumenbar, Berlin 2019, ISBN 978-3-351-05068-9.
- Die Kriegerin. Roman. Blumenbar, Berlin 2022, ISBN 978-3-351-05107-5.

## Belege
1. ↑  Yumpu.com: Download PDF 'Alle Geschichten' – Deutsche Guggenheim. (PDF) Abgerufen am 4. Dezember 2022.
2. ↑  John-Lennon-Oberschule. In: Berliner Morgenpost. 17. Juni 2012, abgerufen am 1. Dezember 2022.
3. ↑  Helene Bukowski: Mädchenbande. In: merkur-zeitschrift.de. Abgerufen am 1. Dezember 2022.
4. ↑  Helene Bukowski. In: perlentaucher.de. Abgerufen am 12. April 2022.
5. ↑  Helene Bukowski. In: aufbau-verlage.de. Abgerufen am 1. Dezember 2022.
6. ↑  Helene Bukowski. In: climate-fiction-festival.de. Abgerufen am 4. Dezember 2022.

| Personendaten    | Personendaten             |
| ---------------- | ------------------------- |
| NAME             | Bukowski, Helene          |
| KURZBESCHREIBUNG | deutsche Schriftstellerin |
| GEBURTSDATUM     | 1993                      |
| GEBURTSORT       | Berlin                    |